# Trimma halonevum
Trimma halonevum és una espècie de peix de la família dels gòbids i de l'ordre dels perciformes.

## Morfologia
- Els mascles poden assolir 3 cm de longitud total.[3][4]

## Hàbitat
És un peix marí de clima tropical que viu fins als 35 m de fondària.

## Distribució geogràfica
Es troba a Papua Nova Guinea.